# Willy Gotthold
Willy Gotthold ist ein ehemaliger deutscher Skispringer.
Gotthold begann seine internationale Karriere bei der Vierschanzentournee 1953, bei der er in Partenkirchen den 25. Platz erreichte. Es war die höchste Platzierung, die er in einem Einzelspringen bei der Vierschanzentournee im Laufe seiner Karriere erreichen konnte. In den folgenden Jahren gelang ihm nur noch zwei Mal der Sprung unter die besten 30. Seine erfolgreichste Tournee war die Vierschanzentournee 1957/58, bei der er nach einem 34. Platz in Oberstdorf, einem 40. Platz in Partenkirchen, einem 28. Platz in Innsbruck und einem 42. Platz in Bischofshofen den 31. Platz in der Gesamtwertung erreichen konnte. Es war zudem seine letzte Tournee vor dem Ende seiner aktiven Skisprungkarriere.